# Fraxinus pringlei
Fraxinus pringlei — вид квіткових рослин з родини маслинових (Oleaceae).

## Поширення
Зростає в Північній Америці: Мексика (Ідальго, Чіуауа, Герреро, Мічоакан, Оахака, Сонора, Веракрус).
Це дерево зустрічається в помірних лісах.

## Використання
Немає інформації про використання або торгівлю цим видом.